# Patrick Laroche-Joubert
 (juin 2015).
Pour les autres membres de la famille, voir Famille Laroche-Joubert.
Patrick Laroche-Joubert, né le 5 août 1943 à Neuilly-sur-Seine, est un publicitaire français.

## Biographie
Sa carrière s'est faite à la direction de groupes de communication américains, tous classés parmi les sept premiers mondiaux (Y&R, CLM BBDO, DDB, Ogilvy & Mather), et français (groupe Publicis, no 3 dans le monde). Les treize dernières années de sa carrière, chez Publicis, il est directeur associé, responsable du budget Renault, l'investisseur le plus important en France et en Europe (en moyenne annuelle près d'un milliard d'euros)[réf. nécessaire].
Il épouse en 1968 Martine Gabarra, plus connue sous le nom de Martine Laroche-Joubert, grand reporter de guerre à France 2, avec qui il a une fille, Alexia. Après avoir produit Loft Story, Star Academy, Secret Story, les Marseillais, etc., elle préside Alp (Group Benijay, no 1 de la production TV dans le monde). Elle produit Koh Lanta, Fort Boyard, La Carte aux trésors, etc.
Avec sa seconde épouse, Barbara Gaussen, responsable juridique et ressources humaines chez BBDO, il a deux enfants : Fabrice et Valentin.
Enfin, avec Isabelle Deschamps de Paillette, réalisatrice de télévision, il a eu un fils, Andréas (1996-2021), sergent au sein de la Brigade de sapeurs-pompiers de Paris au moment de son décès accidentel en moto le 11 avril 2021.
En 2003, Patrick Laroche-Joubert publie chez Flammarion La Vie à l'envers, qui fut un grand succès de librairie.

## Famille
Source.
- Fils de Jacques Laroche-Joubert (1908-1969), ESC, dirigeant des papeteries Laroche-Joubert d'Angoulême (papier journal, agendas, cahiers et papeterie à la marque Oxford).
- Petit-fils d'Edmond Laroche-Joubert (1879-1958), promotion HEC 1899. Député de la Charente de 1904 à 1928, fonction publique à laquelle il avait succédé lui-même à ses père et grand-père. Edmond fut président de la Commission de l'École HEC. Également président du Syndicat des fabricants de papiers et cartons et président de la Fédération des industries et commerces du papier. Député des Charentes. Commandeur de la Légion d'honneur en 1947.

- La mère de Patrick Laroche-Joubert, Lucienne Tron de Bouchony, dynastie créée au XVe siècle par le doge de Venise Andrea Tron. Sa mère était l'une des seize enfants d'une famille partie de Barcelonnette (Alpes-de-Haute-Provence) pour le Mexique à la fin du XIXe siècle. La famille y fit fortune en créant, notamment, le grand magasin de Mexico « El Palacio de Hierro (en) », ainsi que des industries textiles. Les grands-parents de Patrick Laroche-Joubert sont rentrés en France en 1936 pour s'établir villa des Ternes, dans le 17e arrondissement de Paris, dans un hôtel particulier, et dans une propriété des Pyrénées.

## Publications
- La Vie à l'envers, Paris, Flammarion, 2003  (ISBN 978-2-080685-520)